# Сан Джорджо ди Ломелина
Сан Джо̀рджо ди Ломелѝна (на италиански: San Giorgio di Lomellina; на ломбардски: San Giorg ad l'Ümlena, Сан Джордж ад л'Юмълена) е село и община в Северна Италия, провинция Павия, регион Ломбардия. Разположено е на 99 m надморска височина. Населението на общината е 1050 души (към 2017 г.).